# Anton Schreiter
Anton Eduard Schreiter, křtěný Anton Augustin (5. července 1810 Chomutov – 24. března 1884 Chomutov) byl rakouský právník a politik německé národnosti z Čech, v 60. letech 19. století poslanec Českého zemského sněmu.

## Biografie
Vystudoval práva na Karlo-Ferdinandově univerzitě v Praze. V roce 1835 získal titul doktora práv. Působil jako notář a zemský advokát v Chomutově. Byl členem spolku Verein fur Geschichte der Deutschen in Böhmen.
Po obnovení ústavního systému vlády počátkem 60. let se zapojil i do politického života. V zemských volbách v Čechách roku 1861 byl zvolen na Český zemský sněm, kde zastupoval kurii městskou, obvod Chomutov, Vejprty, Přísečnice. Byl uváděn jako oficiální kandidát německého volebního výboru. Na mandát rezignoval v říjnu 1865. Do sněmu potom místo něj usedl Konstantin von Höfler.
Měl titul císařského rady, který obdržel jen měsíc před svou smrtí. Zemřel v březnu 1884 po krátké nemoci, ve věku 74 let.
Jeho synem byl chomutovský starosta Franz Schreiter.